# Arconada
Arconada é um município da Espanha na província de Palência, comunidade autónoma de Castela e Leão, de área 19,43 km² com população de 51 habitantes (2007) e densidade populacional de 2,62 hab./km².

## Demografia
| Variação demográfica do município entre 1991 e 2004 | Variação demográfica do município entre 1991 e 2004 | Variação demográfica do município entre 1991 e 2004 | Variação demográfica do município entre 1991 e 2004 |
| --------------------------------------------------- | --------------------------------------------------- | --------------------------------------------------- | --------------------------------------------------- |
| 1991                                                | 1996                                                | 2001                                                | 2004                                                |
| 110                                                 | 81                                                  | 60                                                  | 52                                                  |

## Links
- Información de Arconada